# غراهام كولير
غراهام كولير (بالإنجليزية: Graham Collier)‏ (12 سبتمبر 1951 في المملكة المتحدة - ) هو لاعب كرة قدم بريطاني في مركز الوسط. لعب مع سكونثورب يونايتد ونادي بارنسلي ونادي يورك سيتي ونوتينغهام فورست وBuxton F.C. ‏.

## وصلات خارجية
- غراهام كولير على موقع قاعدة بيانات كرة القدم.إي يو (الإنجليزية)